# Abisara freda
Abisara freda är en fjärilsart som beskrevs av Bennett 1957. Abisara freda ingår i släktet Abisara och familjen Riodinidae. Inga underarter finns listade i Catalogue of Life.